# Kantkloskussen

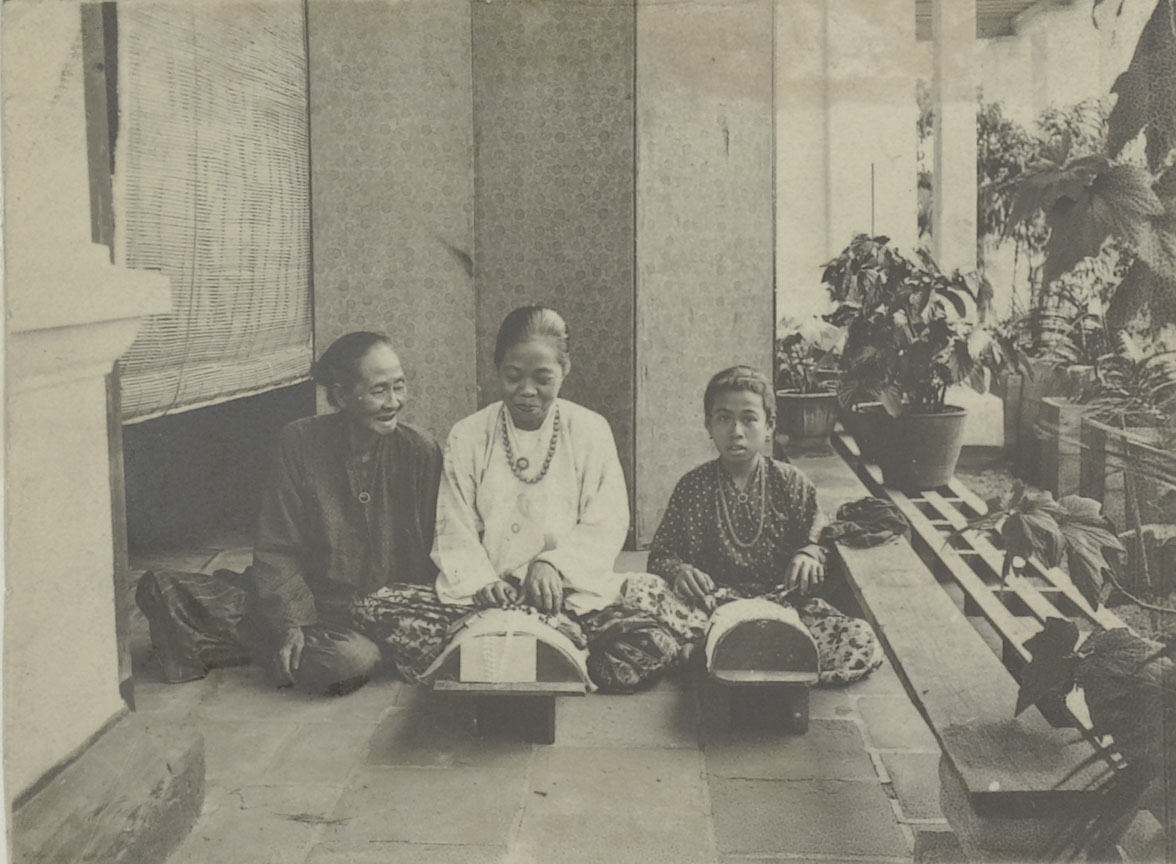
Kantwerksters op Malakka, 1910

Een kantkloskussen is een hulpmiddel dat noodzakelijk is voor het maken van kloskant. Een traditioneel kussen bestaat uit een harde vlakke bodem, een stevige vulling en oppervlak van stevige geweven stof, bijvoorbeeld linnen. Het patroon voor het kloskant wordt op het kussen gespeld. Tijdens het klossen worden de spelden door het patroon in het kussen geprikt.
Kussens werden bijvoorbeeld gevuld met crin (bladeren van bepaalde palmbomen uit Afrika), paardenhaar, stro of zeegras. De vulling moet zeer stevig zijn, om ervoor te zorgen dat de spelden, waar het linnen strak omheen gespannen wordt tijdens het klossen, zich niet verplaatsen. Tegenwoordig wordt wel piepschuim gebruikt als alternatief voor het traditionele gevulde kussen.
Afhankelijk van het type kant worden kussens in verschillende vormen gebruikt. Een rolkussen wordt gebruikt voor lange stroken kant, een rond of een rechthoekig kussen voor kleedjes. In sommige platte kussens kan een rol gemonteerd worden, zodat het kussen ook voor lange stroken gebruikt kan worden.
Grote kussens kunnen op een tafel gelegd worden, maar ook bestaan standaards waar ze op bevestigd worden. In landen waar men veel op de grond zit, zoals voorheen in Malakka, worden de kussens op een kleine verhoging geplaatst (zie foto). Kleinere kussens werden ook wel op schoot genomen.
Soms bevatten kussens een laatje om de benodigdheden voor het klossen, spelden, klosjes en garen, in op te bergen.

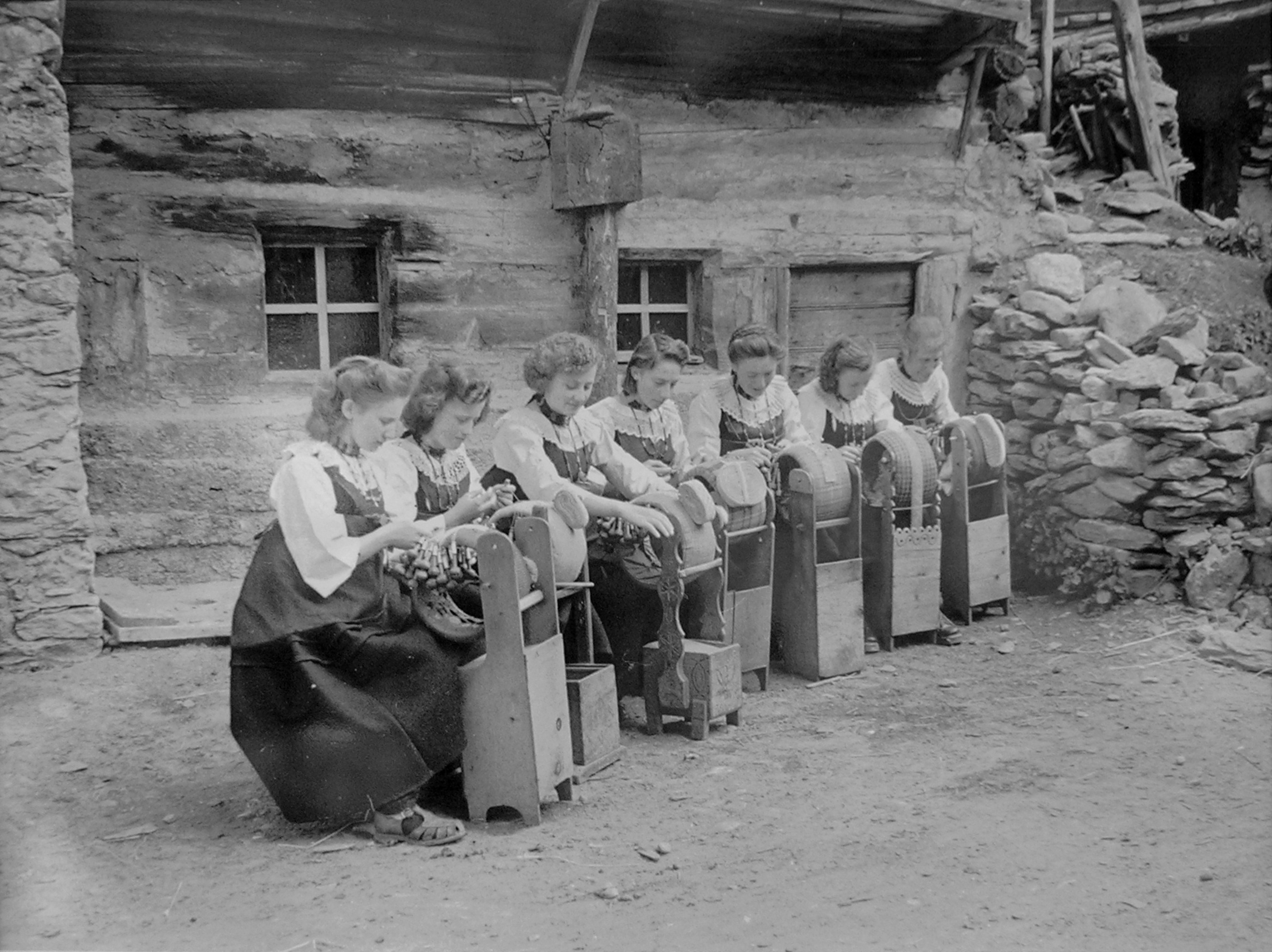
Kantklossende vrouwen in Cogne met grote rolkussens op een standaard
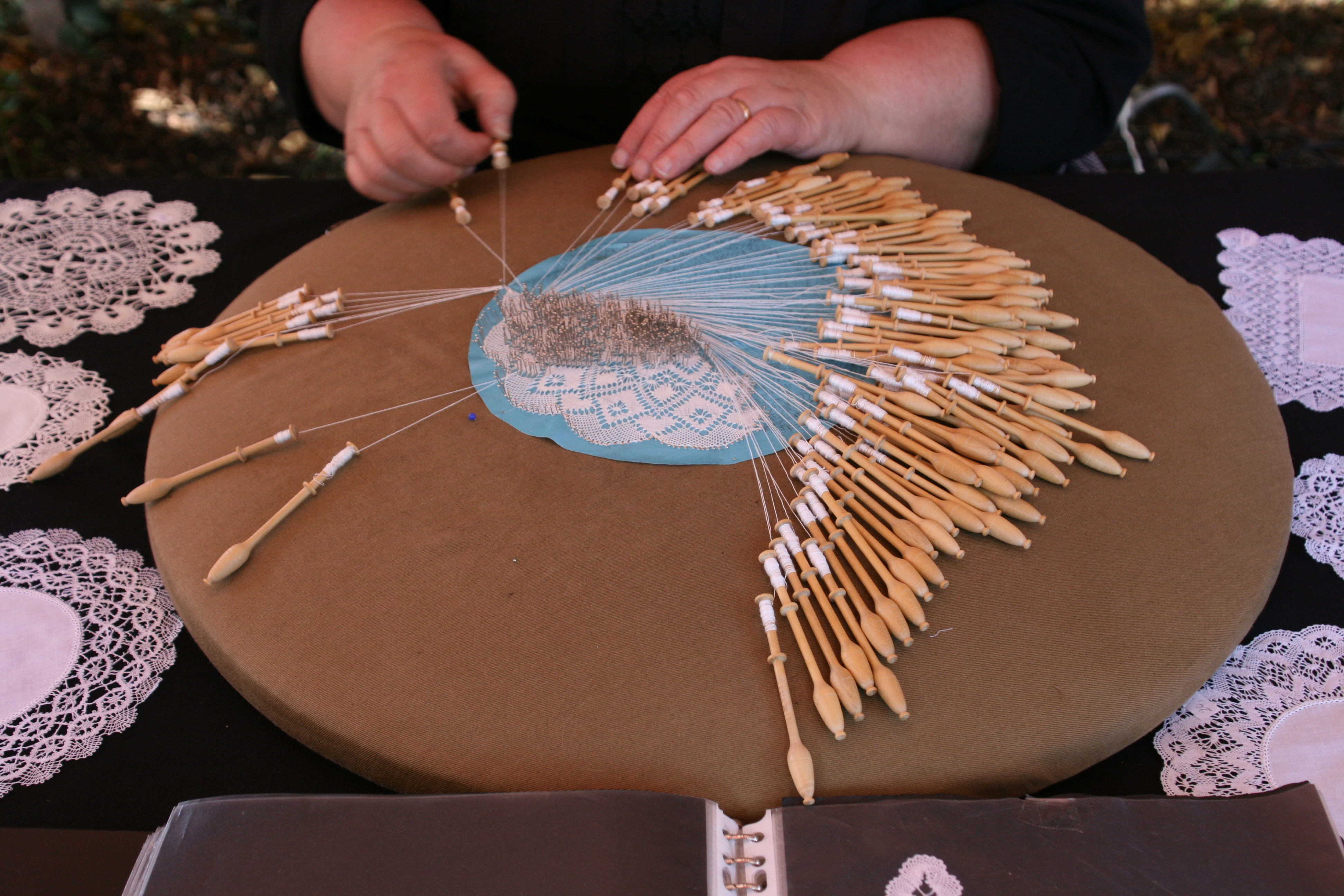
Modern rond kussen
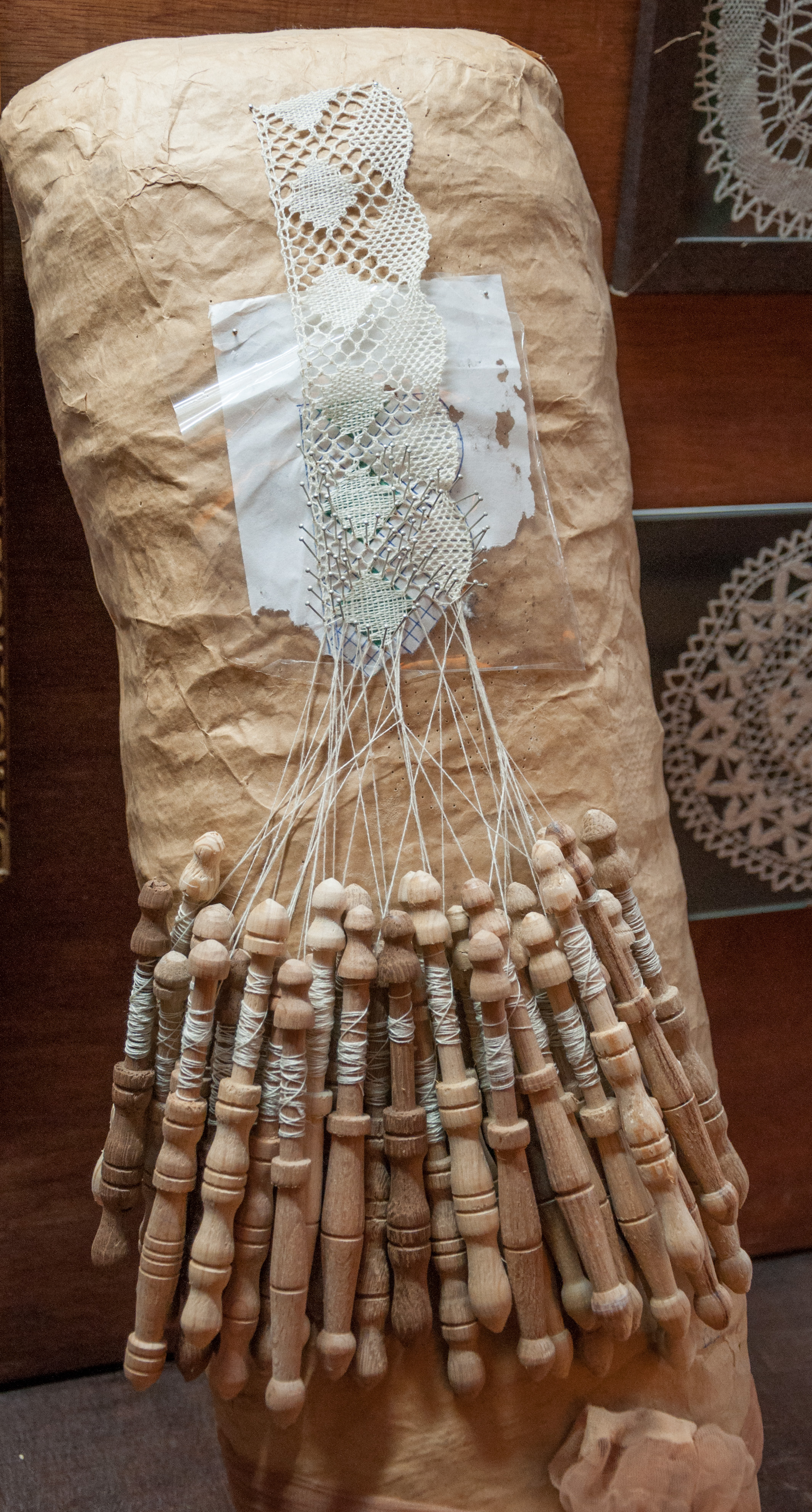
Kussen uit Malta
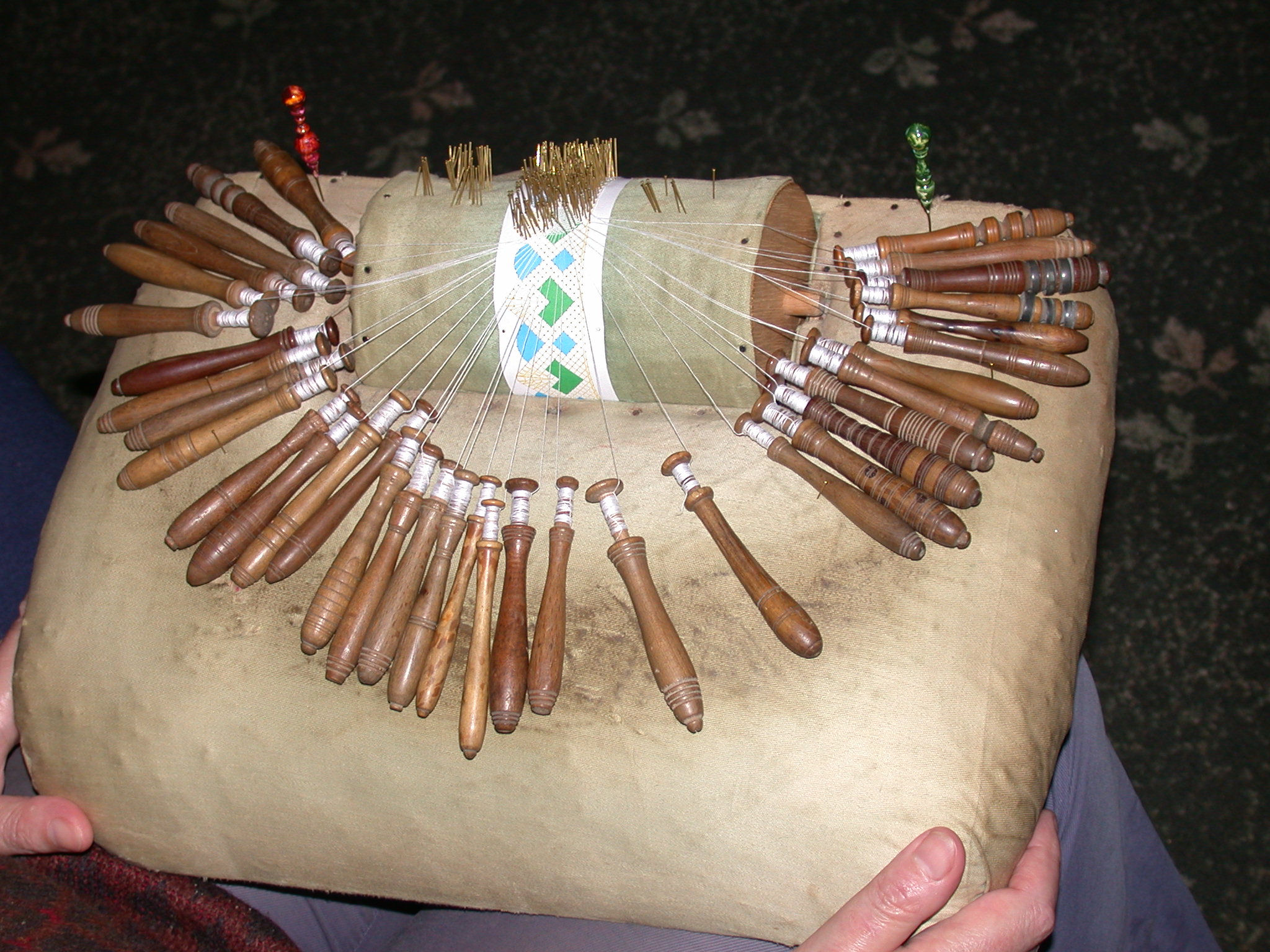
Rolkussen
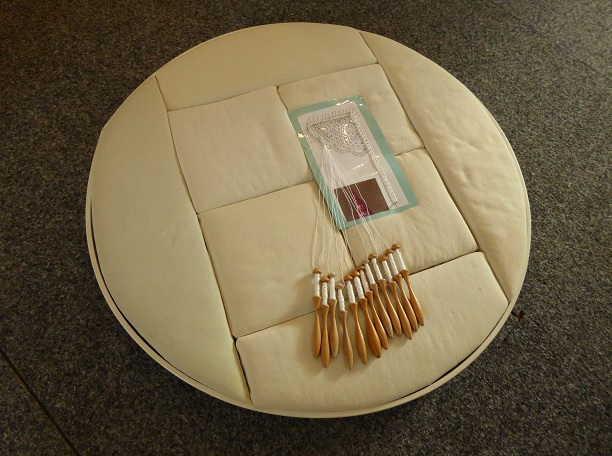
Modern blokkussen